# Biker Boyz
Biker Boyz ist ein US-amerikanischer Actionfilm aus dem Jahr 2003. Regie führte Reggie Rock Bythewood, der gemeinsam mit Craig Fernandez anhand eines Artikels von Michael Gougis das Drehbuch schrieb.

## Handlung
Der jugendliche motorradbegeisterte Kid lebt mit seiner Familie im US-Bundesstaat Kalifornien. Am Tag führt er ein normales Leben auf dem College, doch an den Wochenenden ist er nachts mit seinem Vater bei den Black Knights, einer Motorradgang, in der sein Vater Chefmechaniker für den besten Fahrer Smoke ist. Smoke ist der selbsternannte König von Kalifornien, da er bei jedem bisherigen Straßenrennen als Sieger hervorging.
Als eines Abends bei einem Rennen sowohl ein Motorradfahrer als auch Kids Vater durch einen Unfall zu Tode kommen, ist dies ein harter Schlag für Kid und dessen Familie, aber auch für die Black Knights.
Sechs Monate später hat Kids Familie wieder in den Alltag zurückgefunden und Kid fährt das erste Mal seit dem Unfall wieder auf ein Treffen der Black Knights. Als er sich dort in ein Rennen zweier Streetbiker einmischt, was unter der Gruppe als unehrenhaft gewertet wird, dies aber gewinnt, kommt das zwar bei der Mehrheit gut an aber Smoke erklärt ihm das sie das nur dulden weil sein Vater ums Leben gekommen ist. Um Smoke zu einem Rennen herauszufordern und sich vor den Black Knights Respekt zu verschaffen, gründet er schließlich mit zwei Freunden seine eigene Motorradgang: Die Biker Boyz. Mit der Zeit gewinnt er einige Straßenrennen und Geld, wird jedoch auch von der Polizei wegen illegalem Straßenrennen geschnappt. Seine Mutter und ein Mitglied der Black Knights können ihn auf Kaution schnell wieder entlassen, jedoch erfährt dadurch seine Mutter, die bis dahin von seiner Aktivität nichts wusste, etwas davon. Sie fordert von ihm sein Versprechen, keine illegalen Rennen mehr zu fahren, was Kid auch akzeptiert. Er verbringt nun viel Zeit mit seiner neuen Freundin Tina, die als Tätowiererin arbeitet.
Von seiner Mutter erfährt Kid, dass sein verstorbener Vater gar nicht sein leiblicher Vater war, sondern dass Smoke sein Vater ist. Von Unsicherheit und Wut getrieben steigt er nun wieder voll in die Führungsposition der Biker Boyz ein. Als eine feindliche Gang die Biker Boyz nach einem Straßenrennen in die Mangel nimmt, ist Smoke, der nun von Kids Mutter über seinen Sohn aufgeklärt wurde, mit seinen Black Knights jedoch auf Kids Seite und hilft diesen.
Da Vater und Sohn noch immer schwere Differenzen haben, beschließen sie ihre Streitigkeit durch ein Rennen zu schlichten, bei dem der Verlierer seine Rennkarriere aufgeben muss. Als es schließlich zum Duell der beiden besten Fahrer, Kid von den Biker Boyz und Smoke von den Black Knights kommt, ist Smoke knapp, aber sicher in Führung, doch lässt er Kid gewinnen. Kid, der nun der neue König von Kalifornien ist, schließt nach dem Rennen Frieden mit Smoke und erkennt, dass er von seinem Vater einige Lektionen im Leben gelernt hat und nun vom Jungen zum Mann geworden ist.

## Kritiken
Robert Koehler schrieb in der Zeitschrift Variety vom 29. Januar 2003, der Film folge einem nach The Fast and the Furious entstandenen Trend und sei etwas für die Motorradfans. Laurence Fishburne spiele „solide“.
Das Lexikon des internationalen Films schrieb, der Film sei „tempo- wie pathosreich“. Er mache „zwar mit den Ritualen der Biker-Kultur vertraut“, biete jedoch „durch den hektischen Wechsel der Stilformen, eine einfallslose Inszenierung und das unerträgliche Frauenbild wenig Unterhaltendes“.

## Sonstiges
Der Film wurde in Los Angeles gedreht. Er spielte in den Kinos der USA etwa 21,7 Millionen US-Dollar ein.
Die Charaktere fahren im Film die folgenden Motorräder:
- Kid:       Suzuki GSX-R1000 (999 cm³)
- Smoke:     Suzuki GSX 1300R Hayabusa (1299 cm³)
- Dogg:      Kawasaki Ninja ZX-12R (1199 cm³)

Die originalen drei Charaktermotorräder, welche im Film verwendet wurden, sind alle nach Drehabschluss in die Hände von privaten Sammlern verkauft worden.
Unter Fans ist die originale gelb-schwarze Biker-Boyz-Jacke, welche im Film jedes Mitglied der Gang trägt, hoch begehrt. Da von dieser Jacke jedoch nur eine kleine limitierte Auflage für den Verkauf gemacht wurde, sind diese Jacken nun Sammlerobjekte.